# Coracina
Genre
Coracina est un genre de passereaux de la famille des Campephagidae.
Ses 28 membres se répartissent à travers le bassin Indo-Pacifique.

## Liste des espèces
Selon la classification de référence du Congrès ornithologique international (version 15.1, 2025) (ordre phylogénique) :
- Coracina caeruleogrisea (Gray, GR, 1858) – Échenilleur à gros bec
- Coracina longicauda (De Vis, 1890) – Échenilleur à longue queue
- Coracina temminckii (Müller, S, 1843) – Échenilleur de Temminck
- Coracina bicolor (Temminck, 1824) – Échenilleur bicolore
- Coracina maxima (Rüppell, 1839) – Échenilleur terrestre
- Coracina lineata (Swainson, 1825) – Échenilleur linéolé
- Coracina novaehollandiae (Gmelin, JF, 1789) – Échenilleur à masque noir
- Coracina boyeri (Gray, GR, 1846) – Échenilleur de Boyer
- Coracina fortis (Salvadori, 1878) – Échenilleur de Buru
- Coracina personata (Müller, S, 1843) – Échenilleur wallacéen
- Coracina welchmani (Tristram, 1892) – Échenilleur de Welchman
- Coracina caledonica (Gmelin, JF, 1788) – Échenilleur calédonien
- Coracina striata (Boddaert, 1783) – Échenilleur barré
- Coracina mindorensis (Steere, 1890) – Échenilleur de Mindoro
- Coracina panayensis (Steere, 1890) – Échenilleur des Visayas
- Coracina kochii (Kutter, 1882) – Échenilleur de Mindanao
- Coracina guillemardi (Salvadori, 1886) – Échenilleur des Sulu
- Coracina macei (Lesson, R, 1831) – Échenilleur de Macé
- Coracina javensis (Horsfield, 1821) – Échenilleur de Java
- Coracina larutensis (Sharpe, 1887)) – Échenilleur malais
- Coracina dobsoni (Ball, 1872) – Échenilleur des Andaman
- Coracina schistacea (Sharpe, 1878) – Échenilleur schistacé
- Coracina leucopygia (Bonaparte, 1850) – Échenilleur à croupion blanc
- Coracina larvata (Müller, S, 1843) – Échenilleur de la Sonde
- Coracina papuensis (Gmelin, JF, 1788) – Échenilleur choucari
- Coracina ingens (Rothschild & Hartert, 1914) – Échenilleur de l'Amirauté
- Coracina atriceps (Müller, S, 1843) – Échenilleur des Moluques
- Coracina parvula (Salvadori, 1878) – Échenilleur d'Halmahera

## Taxonomie
Ce genre, qui comprenait auparavant plus de 50 espèces a fait l'objet en 2018 d'une nouvelle répartition parmi plusieurs espèces nouvelles ou existantes par la classification de référence du Congrès ornithologique international (version 8.2, 2018) sur des critères phylogéniques.